# Flohmarkt von Saint-Ouen
Der Flohmarkt von Saint-Ouen (franz. Marché aux Puces de Saint-Ouen oder auch Marché aux Puce de Clignancourt) ist ein Flohmarkt im Norden von Paris. Er gilt als der größte Flohmarkt der Welt, ist in einem eigenen Viertel angesiedelt und bedeckt etwa 70.000 m² Standfläche mit rund 3000 Ständen und Geschäften. Schwerpunkte der gehandelten Waren sind Möbel, Haushaltsgegenstände, Teppiche, Trödel aller Art und preisgünstige Kleidung und Schuhe. Der Markt besteht aus etlichen Teilmärkten; die Märkte für Endabnehmer sind jedes Wochenende von Samstag bis Montag geöffnet und verzeichnen rund 5 Millionen Besucher pro Jahr.

## Lage und Beschreibung
Der Markt befindet sich an der Porte de Clignancourt im Norden von Paris in der 47.000-Einwohner-Stadt Saint-Ouen (Seine-Saint-Denis) an der Grenze zum 18. Arrondissement und liegt direkt an der Peripherique, der Pariser Ringautobahn.
Unweit seines Eingangs ist die Endhaltestelle der Metrolinie 4 „Porte de Clignancourt“. Der Markt ist auch mit der Metrolinie 13, Haltestelle „Garibaldi“, der Metrolinie 14, Haltestelle „Saint-Ouen“, mit den Autobuslinien 85 und 95 und der Straßenbahn T3b zu erreichen.
Der Markt besteht aus mehreren Teilmärkten und Hallen mit festen Ständen, die meist spezialisiert sind und insgesamt 15 verschiedene Bereiche umfassen. Dazu kommen 5 Gassen mit fest installierten Marktständen. In sämtlichen Bereichen findet sich eine große Auswahl aller Arten von Antiquitäten und Vintage aus unterschiedlichen Perioden und Ländern sowie Gebrauchsgegenstände aller Art. In den letzten Jahrzehnten hat sich der Markt zu einem beliebten Touristenziel entwickelt. Die Märkte für Konsumenten haben jährlich etwa 5 Millionen Besucher und sind samstags und sonntags von 10 bis 18 Uhr und montags von 11 bis 17 Uhr geöffnet (Stand 2024).
Der Markt insgesamt bedeckt ein eigenes Viertel und umfasst rund 2500 Stände und Ladengeschäfte auf 70.000 m². In den umliegenden Straßen und um den Markt herum haben sich fliegende Händler vor allem für preiswerte Kleidung und Schuhe etabliert, die nochmals etwa 500 Anbieter ausmachen. 2001 gelang es dem 1995 gegründeten Verein „Défense et Promotion des Puces“, dem Markt einen besonderen Status zu verleihen: Der Flohmarkt von Saint-Ouen wurde zu einem der ersten Orte in Frankreich, die aufgrund ihres Ambientes und ihrer Atmosphäre als Zone zum Schutz des architektonischen, städtebaulichen und landschaftlichen Erbes (ZPPAUP) eingestuft wurden.

## Geschichte
Ende des 19. Jahrhunderts durchstreiften Sammler und arme Leute die Straßen von Paris, um Übriggebliebenes zu sammeln. Das wurde erschwert, als der Präfekt Eugène Poubelle 1883 in Paris Mülltonnen einführte. Lumpensammler durften sie dann nur noch in den frühen Morgenstunden durchsuchen. Die bürgerlichen Kreise waren nicht davon angetan, dass das Sortieren und Aufbereiten der Lumpen in der Stadt betrieben wurde; deshalb entschloss sich die Stadtverwaltung, die Sammler aus Paris zu vertreiben. Diese ließen sich daraufhin direkt vor der Stadt nieder, und zwar zwischen der Stadtmauer und dem Dorf Saint-Ouen auf einem Gelände, das zu dieser Zeit eine unbebaute Militärzone war. Das Gebiet war Teil von „La Zone“, einem etwa 250 m breiten, nicht bebauten Streifen entlang der Thiersschen Stadtbefestigung. Die Thierssche Stadtbefestigung war der letzte 1844 fertiggestellte Mauerring um Paris. Die Befestigungsanlagen zwischen dem Dorf Saint-Ouen und der Porte de Clignancourt wurden 1919 abgerissen.

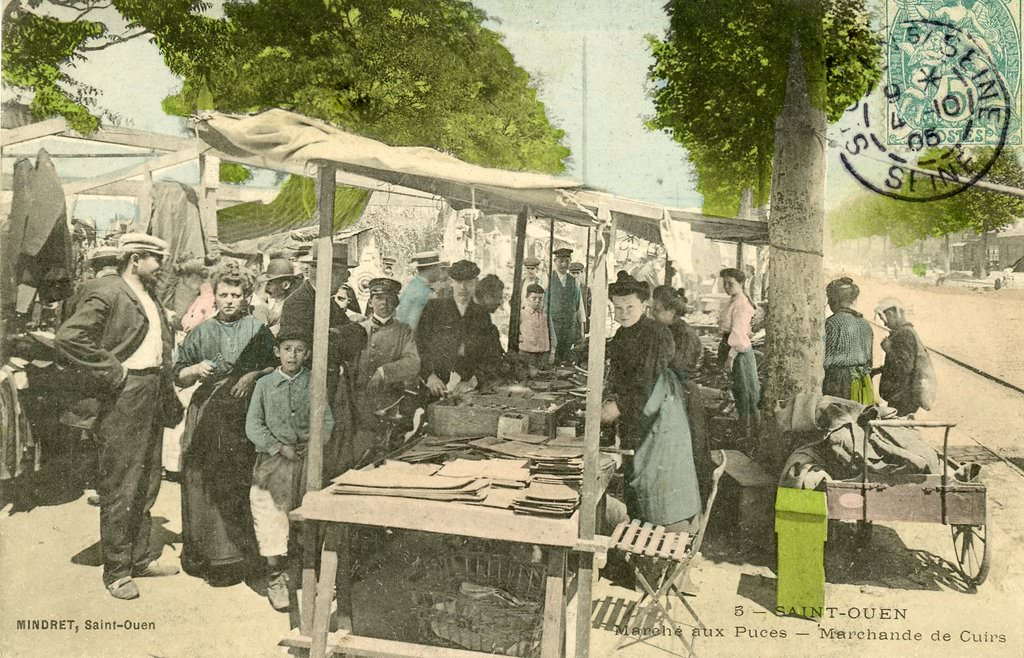
Der Flohmarkt von Saint-Ouen 1913

Mit der Zeit verkauften die Sammler ihren Trödel immer an den gleichen Plätzen, bis der Bürgermeister von Saint-Ouen 1885 den Händlern einen festen Platz zuwies. Das kann auch als das Gründungsjahr des Marktes angesehen werden. Damit ist dieser Markt einer der ältesten Flohmärkte überhaupt. Einige sagen, die Bezeichnung Flohmarkt sei ebenfalls hier entstanden, denn Lumpenhändler hatten schon früh alte Kleidung aufgekauft und wieder verkauft. Da die hygienischen Bedingungen schlecht waren, hatten sich auch Flöhe in der Kleidung eingenistet. Nach einer besonders großen Flohplage hätten die Verantwortlichen die Sammler in den Norden von Paris verbannt und den Markt scherzhaft „Markt der Flöhe“ genannt.
Der ehemals temporäre Markt wuchs und verwandelte sich nach und nach. Die dort errichteten Kneipen und zahlreichen kleinen Stände machten den Ort schnell zu einem beliebten Ziel, an dem Pariser und Sonntagsspaziergänger gern flanierten, etwas tranken und den einen oder anderen Trödel kauften. Zwischen 1905 und 1914 erschienen einige Presseberichte über den Ort und machten ihn damit bekannt. Die Zeitschrift L’Assiette au beurre brachte 1910 eine ganze Ausgabe über den Markt. Das war für viele Händler ein Grund, dort ebenfalls ihre Geschäfte zu eröffnen. Der Flohmarkt wuchs weiter. 1908 wurde die Metrostation Porte de Clignancourt eröffnet, die eine einfach Anreise an dem Markt erlaubte und damit zusätzlich Besucher anlockte.

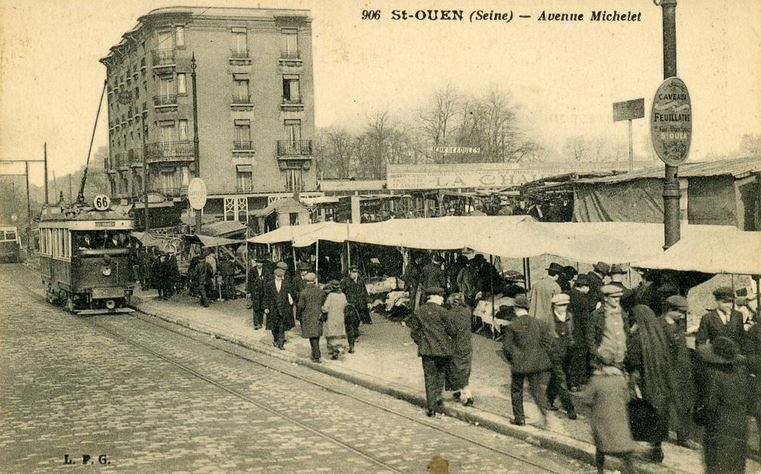
Der Markt an der Avenue Michelet

Zwanzig Jahre später, nach dem Ersten Weltkrieg, ließen sich die Händler der Marktstände dauerhaft nieder und die Märkte Biron, Vernaison, Malik und Vallès entstanden. Die Entwicklung zu dauerhaften Ständen wurde 1920 von Romain Vernaison initiiert, der erstmals kleine Gebäude errichtete und sie an Trödler vermietete. Damit ist dieser Teil der älteste dauerhafte Bereich des gesamten Flohmarktes. 1925 folgte Biron, das damals scherzhaft „Belles Puces“ (Schöne Flöhe) genannt wurde, da auf diesem Markt, schöne, restaurierte antike Gegenstände und Möbel verkauft wurden. Damit änderte sich auch die Ausrichtung des Marktes: Die Gegenstände wurden teurer, der Markt schicker, die Besucher betuchter.
1938 eröffnete der venezianische Händler Amedeo Cesana den Marché Jules Vallès. 1942 gründete ein Herr Bourdin auf einem Grundstück, auf dem ursprünglich Obst und Gemüse gezogen worden waren, den nächsten Markt, auf dem vor allem Altkleider und Schuhe verkauft wurden. Kurz nach dem Zweiten Weltkrieg entstand 1946 in einer alten Garage der Markt Rosiers. Durch Krieg und Besatzung war der Bedarf an günstiger Kleidung wieder gestiegen. Die nächste Innovation führte Paul Bert 1954 ein: normierte, dauerhafte Stände von 12 m2, die er an über 200 Händler vermietete. Der Markt wuchs kontinuierlich und ernährte in den 1960er Jahren bereits 2800 Menschen. In der zweiten Hälfte des 20. Jahrhunderts stieg die Qualität der angebotenen Waren, und die Lumpensammler und Schrotthändler wurden durch Antiquitätenhändler und professionelle Sammler ersetzt. Es entstanden neue spezialisierte Märkte: von hochwertigen Antiquitäten, gutem Schmuck, Alltagsgegenständen bis hin zu Tand.
Zwischen 1985 und 1995 wurde der Markt reorganisiert und die Gebäude wurden verbessert. Dadurch verschwanden einige Märkte, dafür wurden neue moderne und professionelle Gebäude und damit deren Märkte geschaffen: 1989 wurde der Markt „Malassis“ eröffnet, der Antiquitätenhändlern vorbehalten ist. 1991 folgte der Markt „Dauphine“; er bietet auf zwei Etagen Kunst, Teppiche, antike Einrichtungsgegenstände und alte Schallplatten an.

## Die wichtigsten Teilmärkte
Die einzelnen Teilmärkte sind nicht nur thematisch gegliedert, sondern auch räumlich zusammengefasst. Es gibt:
- 12 Markthallen, diese sind: Antica, Biron, Cambo, Dauphine, l’Entrepôt, Jules-Vallès, Malassis, le Passage, Paul Bert, Serpette, Malik, l’Usine und Vernaison
- 2 Markthallen, die nur für Geschäftskunden offen sind: Lécuyer, l’Usine. Sie sind im Gegensatz zu den anderen Märkten von Dienstag bis Freitag geöffnet.
- 5 Verkaufsgassen mit fest eingebauten, normierten Ständen, diese sind: Rue Jules Vallès, Rue Lécuyer, Rue Paul Bert, Rue des Rosiers und die Impasse Simon
- Temporäre Marktstände, vor allem rund um die anderen Märkte und entlang der Rue Jean-Henri Fabre und Avenue Michelet. Außerdem gehören dazu noch die Stände am Le Plateau Marché Django Reinhart, der etwas außerhalb des Marktgeländes auf der anderen Seite des Boulevard Périphérique liegt.

Der älteste Teil ist der Marché Vernaison, der etwa 300 Händler auf 9000 m2 umfasst und auf dem vor allem Kleidung, Schmuck und Haushaltsgegenstände gehandelt werden. Der Marché Antica ist ein kleiner, in den engen Gassen angesiedelter Markt mit vielen antiken Sammlerstücken.
Der Marché Dauphine ist einer der größten Märkte in einer modernen Halle mit Glasdach, die erst 1991 eröffnet wurde. Auf zwei Ebenen bietet sie auf 3000 m2 Platz für 150 Händler. Das Obergeschoss besteht aus Galerien, außerdem verfügt die Halle über eine 200 m2 große Ausstellungsfläche, die als „Galerie Dauphine“ bezeichnet wird. Sie steht an der Stelle, an der die historische Passage Dauphine stand. Dieser Markt hat viele hochspezialisierte Händler, die Einrichtungsstücke und Kunstwerke des 20. Jahrhunderts, Uhren und Schmuck, Musik auf alten Platten, Bücher oder Mode des 19. Jahrhunderts anbieten. In der Mitte der Halle steht das „Futuro House“, ein Kunstobjekt eines finnischen Künstlers, das einer fliegenden Untertasse ähnelt. Seit April 2017 gibt es auch regelmäßige kulturelle Veranstaltungen, die „Printemps de Dauphine“, zu denen jeder Händler einen Monat lang einen Künstler einlädt, sich den Besuchern vorzustellen.
Der Marché Malassis ist in einer großen Halle mit zwei Ebenen untergebracht, hat eine große Kuppel und ist teilweise überdacht. Die rund 100 Händler haben sich auf Möbel, Kunst, Stücke aus Asien und dem Maghreb, Art-déco-Stücke und Dekorationsartikel spezialisiert. Viele der Läden sind auf ein Thema ausgerichtet, etwa aus einer Epoche oder einem bestimmten Stil.
Der vornehmste Markt ist der Marché Biron. Er ist nach der Rue Biron benannt. Untergebracht ist dieser Markt zwischen der Avenue Michelet, der Rue des Rosiers und der Rue Biron. Es sind im Prinzip zwei parallele Gassen auf einer Fläche von rund 7500 m². Der Marché Biron ist auf hochwertige Stücke spezialisiert. Angeboten werden Originalkunstwerke, Möbel aus dem 18. und 19. Jahrhundert und Einrichtungsgegenstände aus dem Jugendstil. Die rund 220 Händler betreiben die Galerien und Läden zum Teil schon seit Generationen.
Der Marché Jules Vallès ist ein traditioneller Markt mit Bronzefiguren, Büchern, alten Waffen und Ähnlichem. Auf dem Marché Jules Vallès wird Trödel angeboten, genauso wie am Marché Paul Bert mit etwa 250 Ständen. Der kleinste Markt ist der Marché des Rosiers, auf dem die Händler auf echte Stücke des Art déco und des Jugendstil spezialisiert sind. Im Marché Serpette werden vor allem Antiquitäten angeboten. Hier präsentieren 350 Händler antike Möbel, Goldschmiedearbeiten, Designobjekte und Vintage-Kleidung. Dieser Teilmarkt offeriert auch viele chinesische Objekte. Der Marché Serpette wurde 1977 eröffnet.
Der jüngste Markt ist Le Passage Marché; er ist eine Verbindung (französisch: passage) zwischen der Rue Jules Vallès 18 und der Rue Lécuyer 27. Hier werden alte und antike Kuriositäten, Wäsche, Teppiche, seltene Bücher und antike Kleidung angeboten. Der Marché Cambo ist ein kleiner Markt mit 20 Händlern, die Waren von Steingut über Kaminsimse bis zu Möbel und Kunst aus dem 18. und 19. Jahrhundert anbieten.
Der Marché L’Usine ist einem Fachpublikum vorbehalten und nur wochentags geöffnet, wenn die Publikumsmärkte geschlossen sind. 40 Händler verkaufen alte und zeitgenössische Objekte an Innenarchitekten und Designer. Ebenso wichtig sind die ansässigen (Kunst-)Handwerker, von denen viele in Werkstätten arbeiten, die sich in den Gassen und Straßen des Marktes verbergen. Möbeltischler, Vergolder, Kunstrestauratoren, Glasmacher, Schlosser, Polsterer, Keramikrestauratoren, Marmorsteinmetze und andere arbeiten alte Gegenstände auf, um ihnen neuen Glanz zu verleihen.
Am Rande des Gebiets, vor allem an den Hauptzugangsrouten, gibt es einen Markt mit temporären Ständen, die an preiswerten Alltagsgegenständen, Kleidung und Taschen orientiert sind. Ihr Angebot kann auch gefälschte Markenware enthalten. Es gibt unter den fliegenden Händlern aber auch wieder Sammler, die Gegenstände verkaufen, die sie aus dem Müll gefischt haben.
Im Gelände des Marktes gibt es auch einige Bars und Restaurants.

Bilder vom Flohmarkt
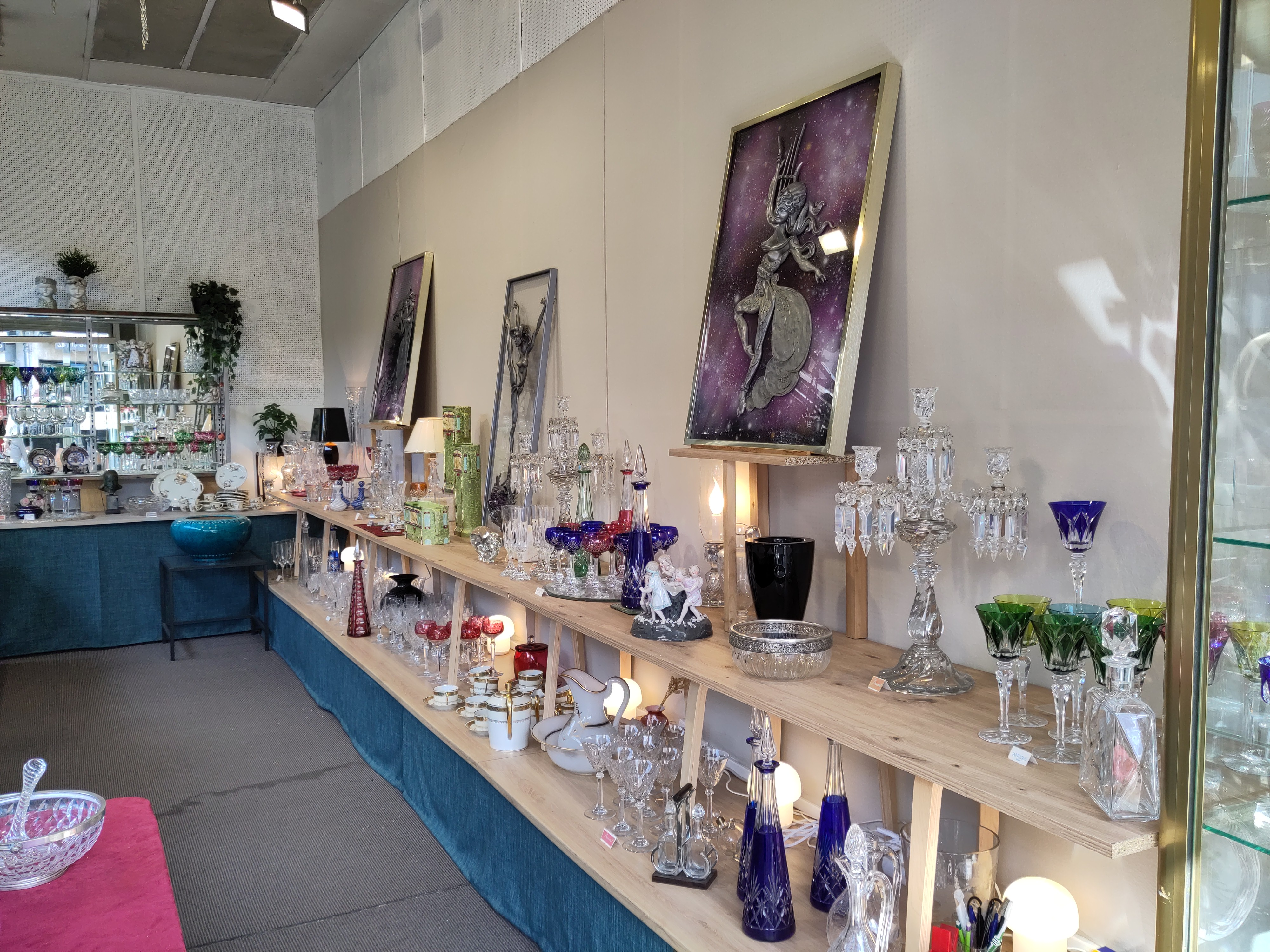
Stand mit Glasobjekten im Marché Antica
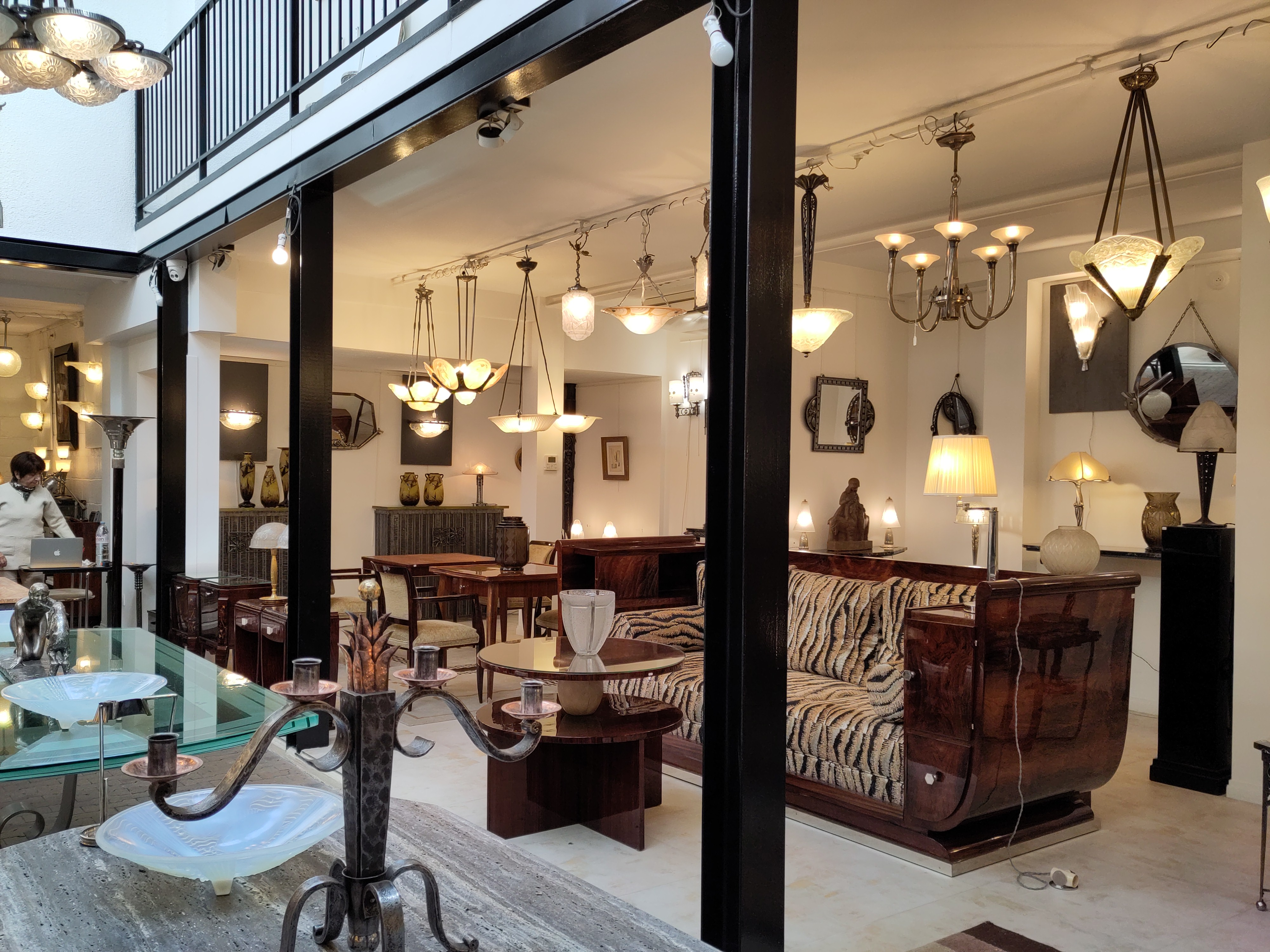
Stand mit antiken Möbeln im vornehmen Marché Biron
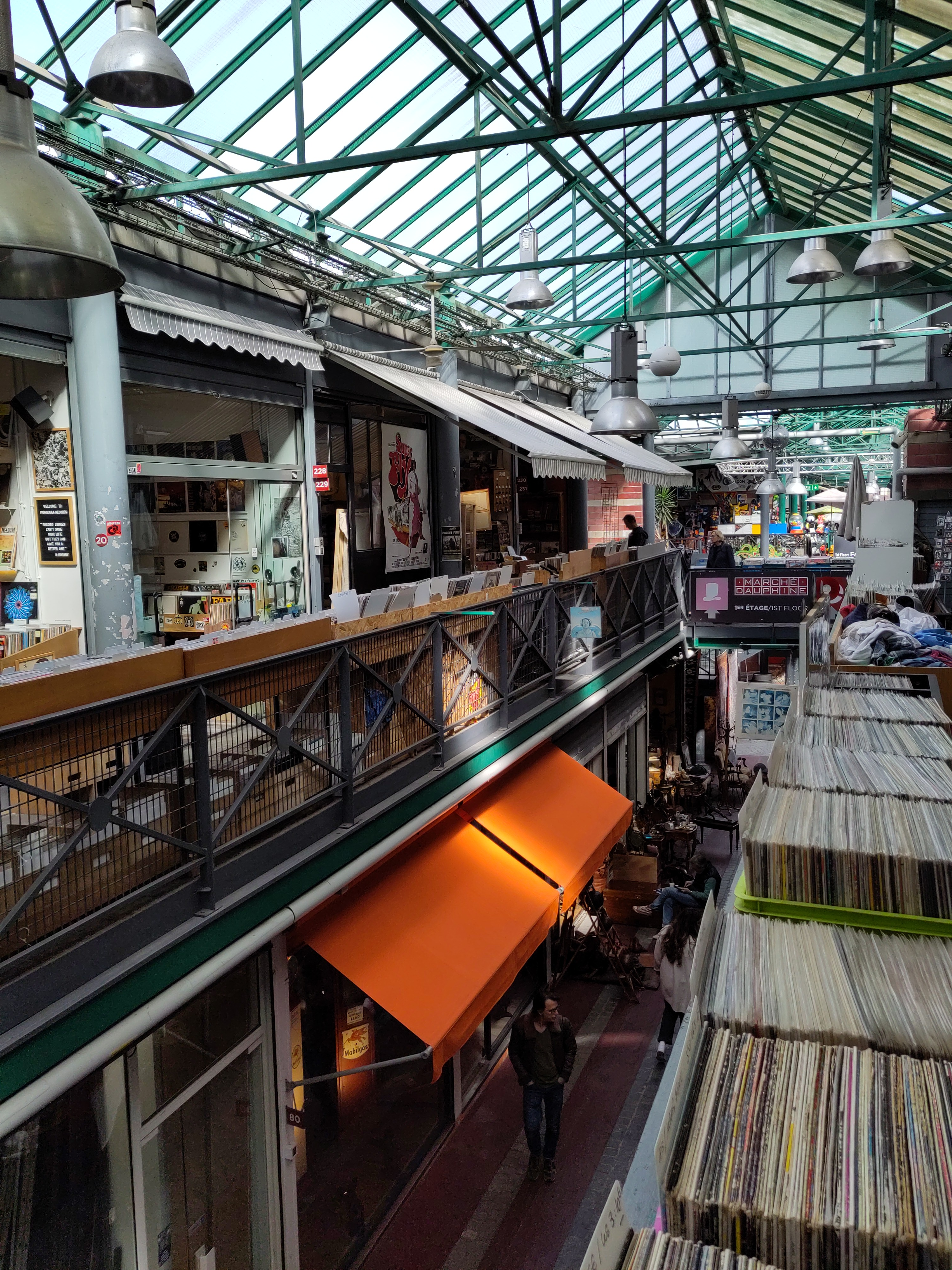
Galerie im Marché Dauphine mit alten Schallplatten
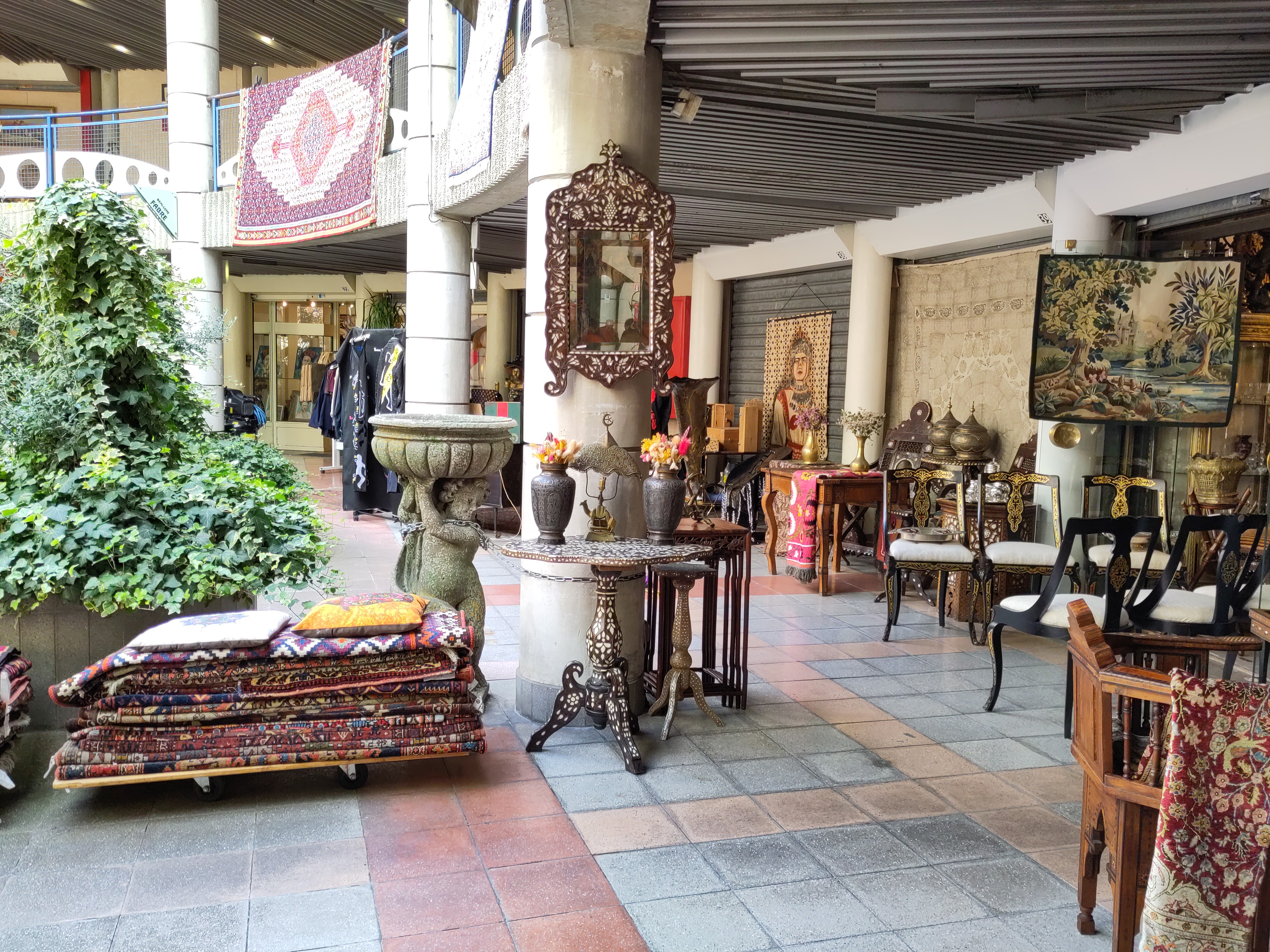
Möbel und Haushaltsgegenstände im Marché Malassis
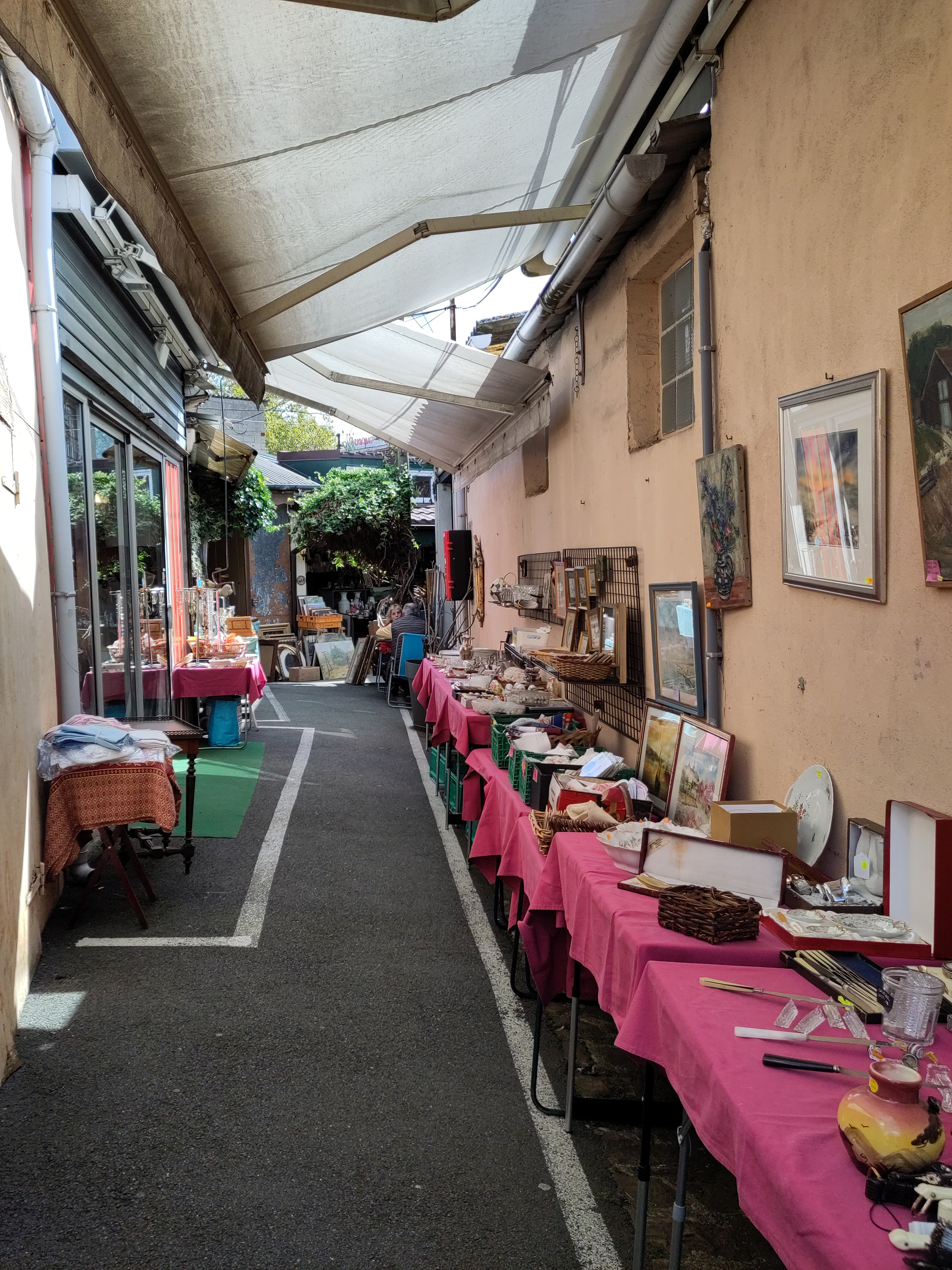
Angebote in den Verkaufsgassen
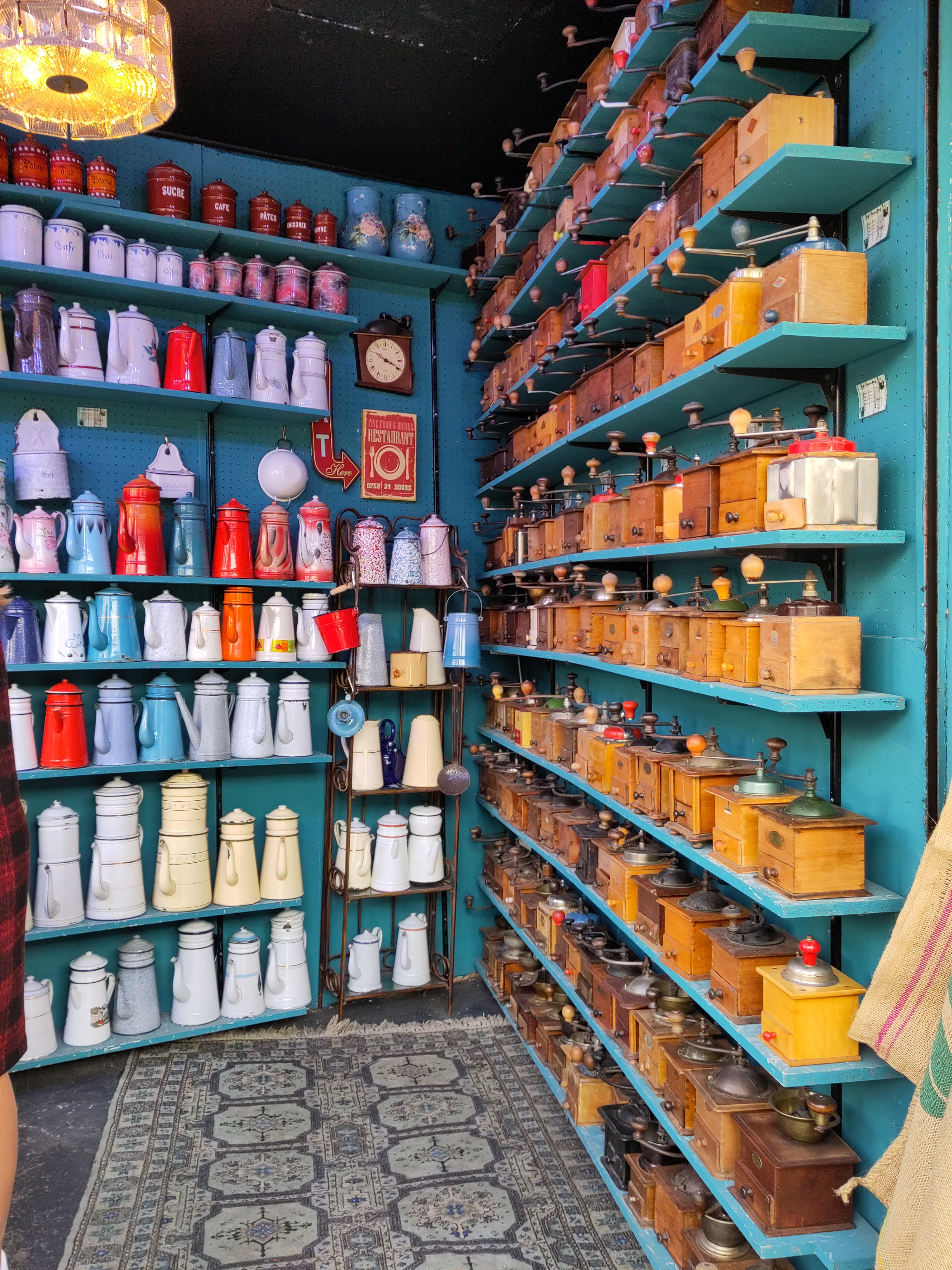
In den Verkaufsgassen gibt es auch sehr spezialisierte Händler
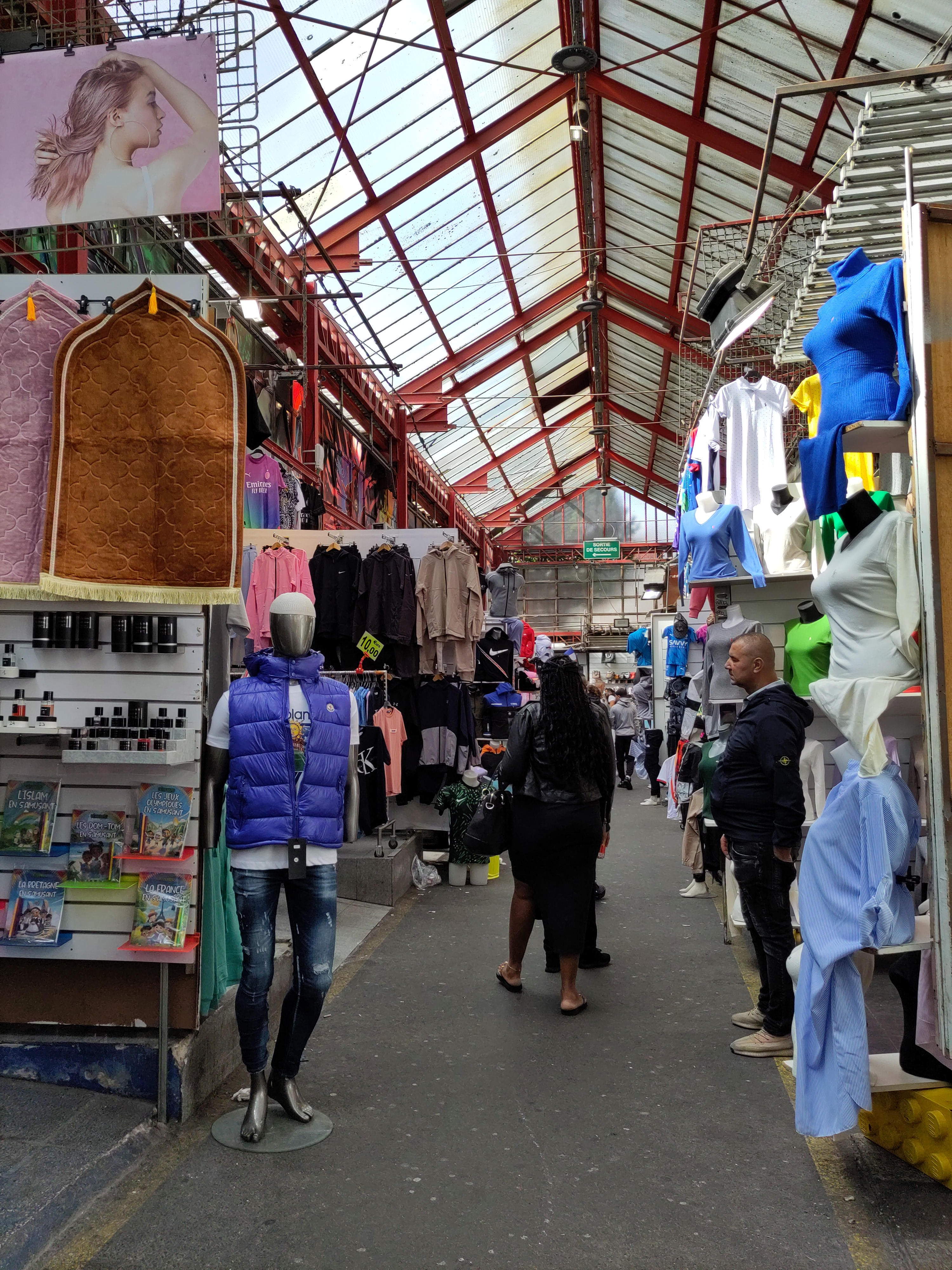
Stände mit preiswerter Kleidung im Marché Malik
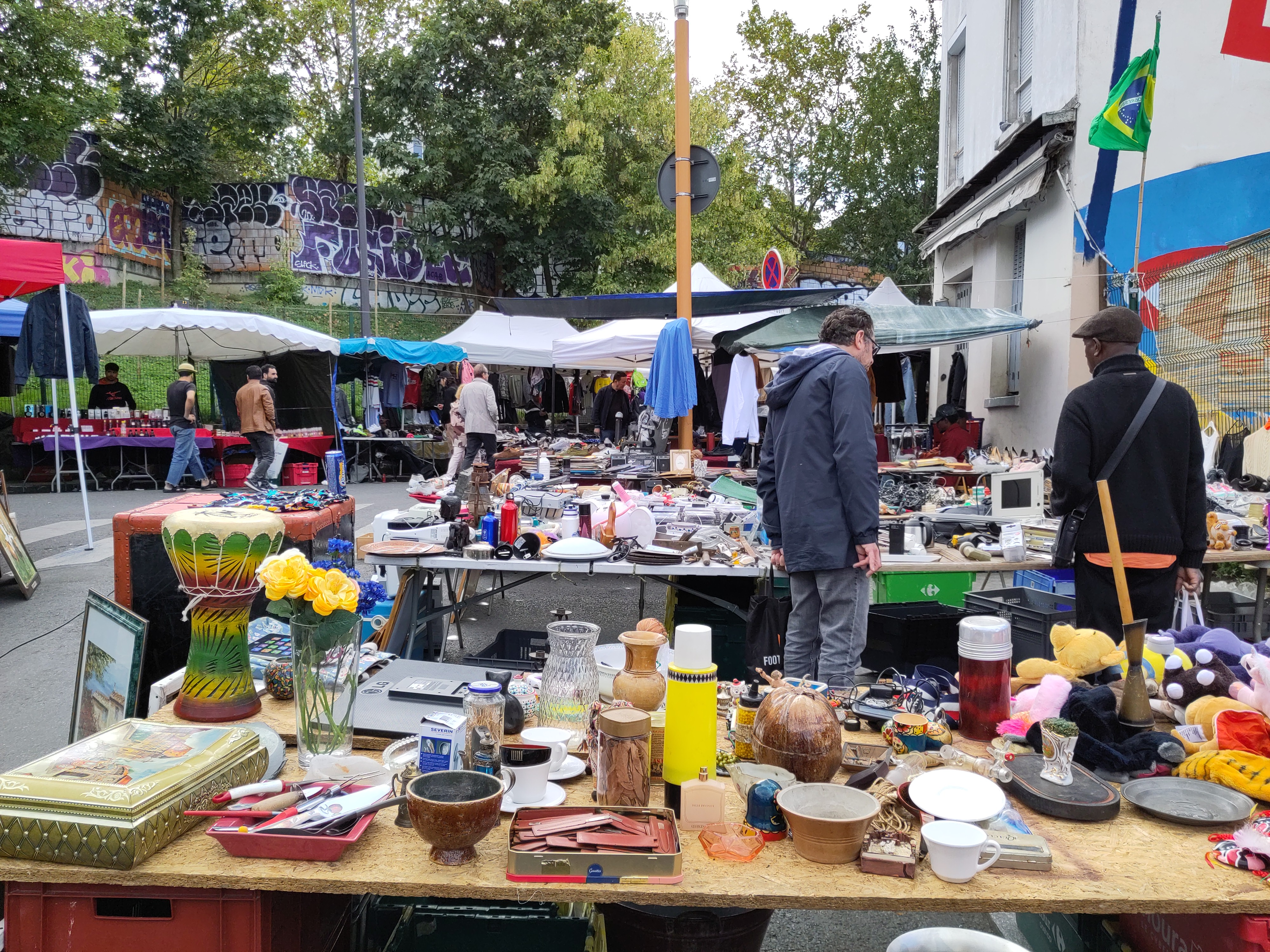
Rund um den eigentlichen Markt wird auch Trödel angeboten

## Rezeption in der Kunst

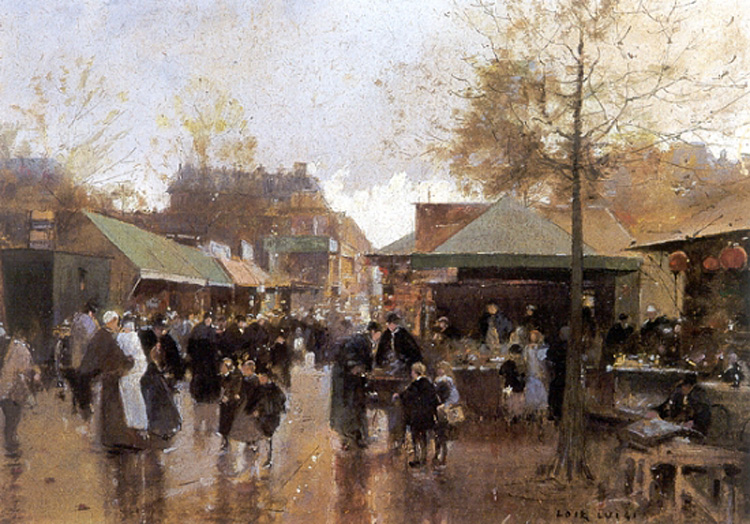
Luigi Loir – Der Flohmarkt

Victor Hugo beschrieb in seinem 1862 erschienenen Roman Les Misérables (Die Elenden) eine Lumpensammlerin von Paris und wie sie die gesammelten Sachen verwertet. Zeitgenössische Künstler wie Claude Monet, Vincent van Gogh oder Georges Seurat wurden von den sonntäglichen Spaziergängern in Saint-Ouen für ihre Werke inspiriert. Luigi Loir hat den Flohmarkt in einem seiner Werke porträtiert. 
André Breton schrieb 1928 in seinem Roman Nadja über den Flohmarkt und ließ seine Protagonisten ihn häufig besuchen. Der Schriftsteller Jaques Prévert schuf Collagen aus Bildern, die er am Flohmarkt gefunden hatte. Sein Gedicht Inventaire ist eine Auflistung von zufälligen Eindrücken an einem Tag vom Markt.

## Der Flohmarkt im Film
Der Flohmarkt von Saint-Ouen war mehrmals Schauplatz von Filmen, so z. B. der 2021 gedrehten Netflix-Serie Lupin mit Omar Sy in der Hauptrolle. Einige der Szenen des Films Midnight in Paris von Woody Allen wurden ebenfalls im Markt aufgenommen, und zwar im Marché Paul Bert. Der 1960 gedrehte Film Zazie enthält einige Szenen auf einem Flohmarkt, die am Flohmarkt von Saint-Ouen gedreht wurden.
Es gibt eine TV-Dokumentation über den Markt, die 3sat sendete.